# Rita Demeester
Rita Demeester (Roeselare, 29 september 1946 – Genk, 29 januari 1993) was een Belgisch dichteres en vooral prozaschrijfster.

## Biografie
Rita Bertha Maria Demeester werd in Roeselare geboren. Haar vader was actief binnen het ACV. Zij studeerde in Leuven sociale pedagogie en was vanaf 1975 werkzaam in een school te Borgloon. Door een reorganisatie binnen het onderwijs sloot de school en was ze drie jaar werkloos. In deze periode begon ze te schrijven.
Demeester publiceerde haar eerste gedicht in 1986 in het literaire tijdschrift De Brakke Hond. In 1988 werkte ze mee aan het BRT2-radioprogramma 'Het Genootschap'. In dat jaar ontving ze al een eerste prozaprijs. Haar werk Stampvoeten in het donker, een verhalenbundel, vormt haar eigenlijke debuut. Het werd genomineerd voor de NCR-prijs 1990. Ze schreef in een sobere stijl over ogenschijnlijk heel banale zaken. De kloof tussen droom en werkelijkheid is een belangrijk thema in haar werk. 
Ze was inmiddels opnieuw aan het werk als pedagoge toen bij haar kanker vastgesteld werd. Ze vocht twee jaar tegen de ziekte en overleed op jonge leeftijd. Een beloftevolle literaire carrière werd zo genekt.

## Prijzen
- 1988 - Den Gulden Engel (Prozaprijs van Dietsche Warande & Belfort) voor Mokum (later opgenomen in het werk Stampvoeten in het donker
- 1989 - Rabobank Lenteprijs voor Literatuur voor In het spoor van Jim Morrison

## Werken
- 1988 - Krappe herinnering
- 1988 - Vrouwentongen. Verhalen, essays en reisreportages (werk van elf Vlaamse schrijfsters, samengesteld door Veerle Weverbergh) (ISBN 9050670563)
- 1989 - Stampvoeten in het donker (verhalen) (ISBN 9029039647) (ISBN 9063032641)
- 1991 - Droomjager (verhalen) (ISBN 9029035625) (ISBN 9063033230)
- 1994 - Land van Belofte (verhalen) (ISBN 9029049871) (ISBN 9063035497)
- 1995 - Verzamelde verhalen (ISBN 9029048956) (ISBN 9063036264)